# Classe A (sous-marin de poche)
Pour les articles homonymes, voir Classe A.
La classe A était une classe de sous-marin de poche utilisée par la Regia Marina (marine italienne) pendant la Première Guerre mondiale en juillet 1915.

## Histoire du développement
Le développement et la construction ont été réalisés sous la direction du général Edgardo Ferrati à l'usine d'armes sous-marines de San Bartolomeo à La Spezia. Le contrat de construction comprenait initialement deux prototypes d'un sous-marin destiné à une défense côtière plus étroite à proximité des ports importants. Le bateau devait être adapté au transport ferroviaire.
Après l'achèvement et les essais en mer des deux prototypes, quatre autres bateaux ont été commandés. Les bateaux sont désignés A1 à A6, A 1 est mis en service le 5 décembre 1915 et A 6 le 3 mars 1916. Leur poids à vide était de 31 t, en condition de combat de 37 t. Le bateau à simple coque était équipé d'un périscope rigide non rétractable et était très primitif dans son équipement technique. Les quatre membres de l'équipage ont souffert d'un énorme manque d'espace et la conduite du bateau s'est avérée extrêmement difficile. L'armement consistait en deux torpilles de 45 cm montées dans un cadre de déchargement dans le navire avant, immédiatement devant la superstructure de la tourelle.
Le plan initial prévoyait que les bateaux navigueraient au large des ports de Brindisi et de Valorna. Cependant, en raison de leur courte portée, les A2 et A4 ont été envoyés à Bari et les A3, A5 et A6 à Venise. Le A1 est resté à La Spezia comme bateau d'essai et d'entraînement.

## Missions
Les trois bateaux à Venise étaient destinés à une attaque contre les unités maritimes autrichiennes ancrées dans le port de Trieste. Pour ce faire, ils devaient être emmenés à bord d'un navire porteur jusqu'à la zone d'opérations, puis courir vers l'ennemi sous leur propre puissance. Cependant, en raison de la faible portée des bateaux, ils n'auraient pas pu revenir et le plan a été abandonné. Les bateaux ont ensuite été transférés à Ancône, mais ne sont pas venus pour d'autres opérations pendant la guerre. Ils ont été temporairement mis hors service et en janvier 1918, ils ont été transférés à Venise et mis au rebut.
Les deux bateaux de Bari, A2 et A4, n'ont pas non plus été utilisés contre l'ennemi. Ils ont été temporairement mis hors service en janvier 1917 et remplacés par deux bateaux de type B. En novembre 1917, les deux bateaux ont également été transférés à Ancône, mis hors service et démolis. Le bateau-école A1 a été mis hors service le 29 juillet 1917, puis mis au rebut.

## Unités
La classe se compose des unités suivantes:
- A1 lancé le 17 octobre 1915, entré en service le 5 décembre 1915, radié le 26 septembre 1918
- A2 lancé le 15 décembre 1915, entré en service le 10 février 1916, radié le 26 septembre 1918
- A3 lancé le 29 décembre 1915, entré en service le 15 février 1916, radié le 26 septembre 1918
- A4 lancé le 31 décembre  1915, entré en service le 28 février 1916, radié le 26 septembre 1918
- A5 lancé le 15 janvier 1916, entré en service le 2 mars 1916, radié le 26 septembre 1918
- A6 lancé le 11 février 1916, entré en service le 3 mars 1916, radié le 26 septembre 1918